# Vanja Belić
Vanja Belić (28. lipnja 1983.) hrvatski je profesionalni hokejaš na ledu. Igra na poziciji vratara. Bio je član KHL Medveščak. 
Bio je glavni vratar i jedan od najboljih igrača hrvatske hokejaške reprezentacije.

## Karijera
Bio je član momčadi Mladosti koja je 2008. prekinula Medveščakov 11-godišnji niz osvajanja naslova hrvatskog prvaka. Nakon sezone 2008./09. je prešao u KHL Medveščak, i igrao na mjestu drugog vratara, iza slovenskog reprezentativca Roberta Kristana.

## Statistika karijere
Bilješka: OU = odigrane utakmice, OM = odigrane minute, UG = udarci na gol, PG = primljeni golovi, OB = (broj) obrana, PPG = prosjek primljenih golova, OB% = postotak (broja) obrana, KM = kaznene minute
| 2009./10. | KHL Medveščak | EBEL | 4 | 153 | 98 | 11 | 87 | 2.8 | .887 | 0 |  |  |  |  |  |  |  |  |

## Nagrade i priznanja
- najbolji vratar SP-a u hokeju na ledu Divizije I 2008. u skupini "B"
- najbolji vratar izlučnih natjecanja za OI 2010. u skupini "C", održanih 2008.

## Vanjske poveznice
- Profil na Eurohockey.net